# Manota angustata
Manota angustata är en tvåvingeart som beskrevs av Heikki Hippa 2006. Manota angustata ingår i släktet Manota och familjen svampmyggor. Inga underarter finns listade i Catalogue of Life.